# Lackawanna
Lackawanna je město v okrese Erie County ve státě New York ve Spojených státech amerických.
V roce 2010 zde žilo 18 141 obyvatel. S celkovou rozlohou 15,9 km² byla hustota zalidnění 1 198,8 obyvatel na km².